# Lasionycta hospita
Lasionycta hospita es una especie de mariposa nocturna de la familia Noctuidae.
Se encuentra en las montañas del sur de Siberia, en el óblast de Amur y en el krai de Primorie.